# HomoloGene
HomoloGene ist ein Service des National Center for Biotechnology Information (NCBI), der Informationen darüber gibt, ob und welche Homologien es für ein bestimmtes Gen in anderen Spezies gibt. Die Verarbeitung der Suchanfragen erfolgt automatisch und ist ein relativ verlässliches Werkzeug, um Verwandtschaften von Genen unterschiedlicher Arten zu analysieren.

## Funktionsweise
Die Suchmaschine benötigt dafür lediglich die Eingabe einer Aminosäuresequenz. Diese wird zunächst mit Hilfe des BLASTp-Systems untersucht und in Hinblick auf Homologie-Kriterien verglichen. Die Eingabesequenz wird dabei mit bereits bekannten UniGene-Clustern abgeglichen.
Die Ausgabe von HomoloGene bedient sich einer Baumstruktur, in der die Organismen von höchster bis niedrigster Homologie/Orthologie sortiert werden. Der Grad der Homologie wird vor allem anhand sogenannter konservierter Sequenzen festgelegt. HomoloGene bedient sich hier der cdart-Technologie, die ebenfalls zu den BLAST-Tools gehört.
Zusätzlich zu bereits bekannten Genen werden mit Hilfe eines Algorithmus ortho- bzw. homologe Abfolgen errechnet, die wiederum mit den bei UniGene gespeicherten Nukleotidsequenzen abgeglichen werden.

## Unterstützte Spezies u.a.
- Homo sapiens (Mensch)
- Mus musculus  (Hausmaus)
- Caenorhabditis elegans (ein Fadenwurm)
- Arabidopsis thaliana  (Ackerschmalwand)
- Plasmodium falciparum (Malaria)
- Drosophila melanogaster (Fruchtfliege)